# العصم (قارة)

تعديل مصدري - تعديل

العصم هي إحدى قرى عزلة قارة بمديرية قارة التابعة لمحافظة حجة، بلغ تعداد سكانها 444 نسمة حسب تعداد اليمن لعام 2004.